# كلب الذئب التشيكوسلوفاكي

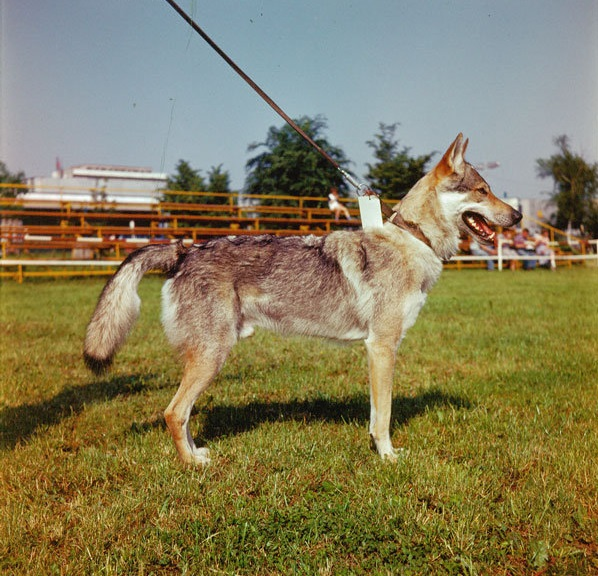

كلب الذئب التيكوسلوفاكي بالانكليزية (czechoslovakian wolfdog) وهو أحد أنواع الكلاب المهجنة مع الذئاب ويعود تاريخ هذا الكلب إلى تجربة في عام 1955 حيث تم تهجين كلاب الراعي الالماني مع الذئاب وقادت هذة التجربة إلى ظهور هذا النوع من الكلاب.

## المظهر

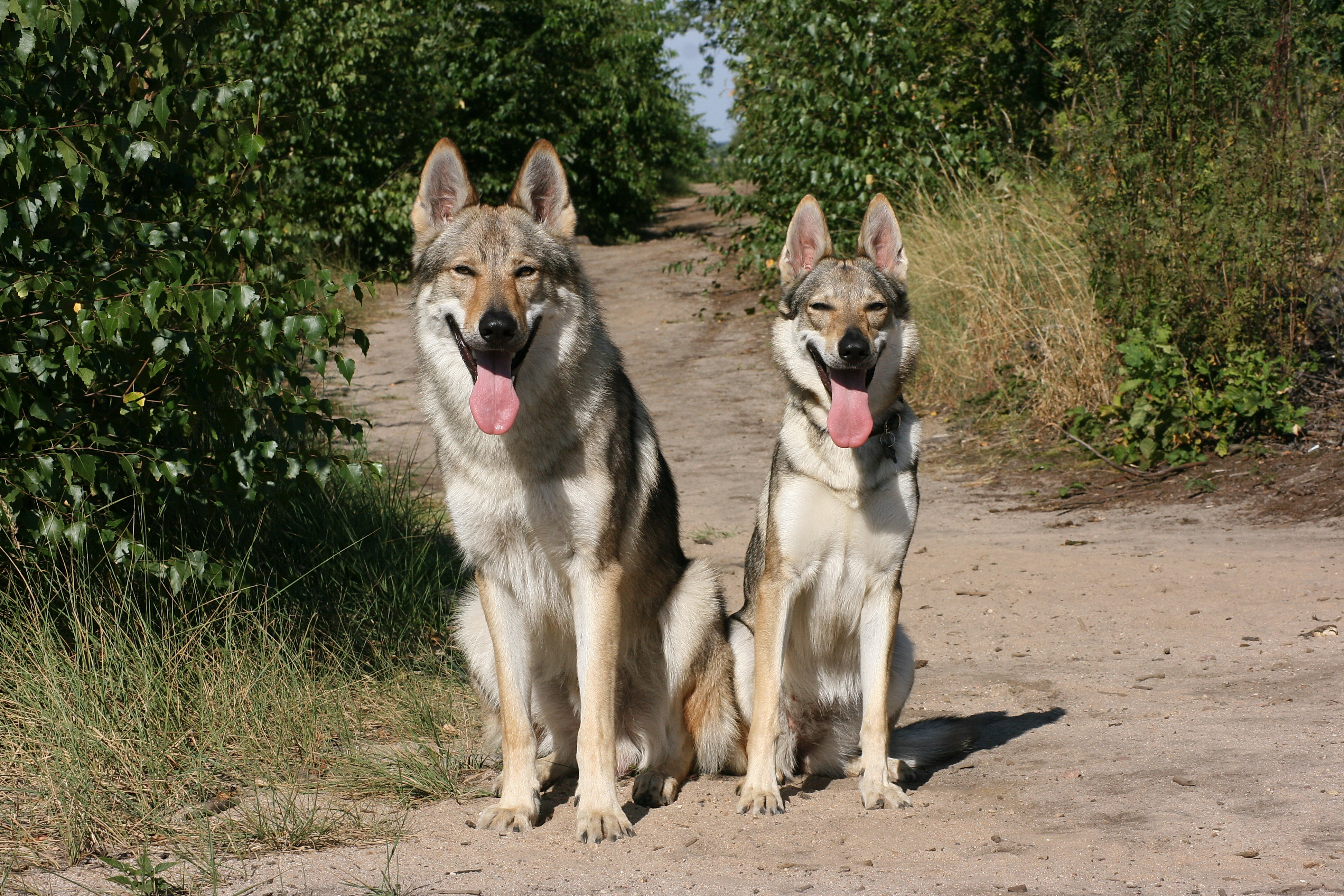
الفرق بين الجنسين

ان كل من بنية وشعر كلب الذئب التشيكوسلوفاكي يذكرنا بالذئب حيث يصل الرتفاع الذكر 65سم بالنسبة للذكور و60 سم للإناث ويبلغ وزن الذكر 26كلغ وللإناث يبلغ 60 كلغ والعيون غالبا ماتكون براقة واذن الكلب تكون مثلثة وقصيرة تشبة اذن الذئب وهذة من ابرز علامة في هذة نوع من الكلاب ويكون العمود الفقري ممستقيم وقوي في الحركة وتكون الخاصرة قصيرة وتكون منطقة الصدر واسعة ويكون الجزء الخلفي لهذا الكلب قصير ومنحدر ولون شعر الكلب الذئب التشيكوسلوفاكي يكون لونة اصفر والرمادي أو فضي الرمادي ويكون والشعر في الوجه (قناع الوجه) خفيف نسبيا وتكون حركة هذا النوع من الكلب متناغمه ويسير لخظوات بعيدة

## المزاج

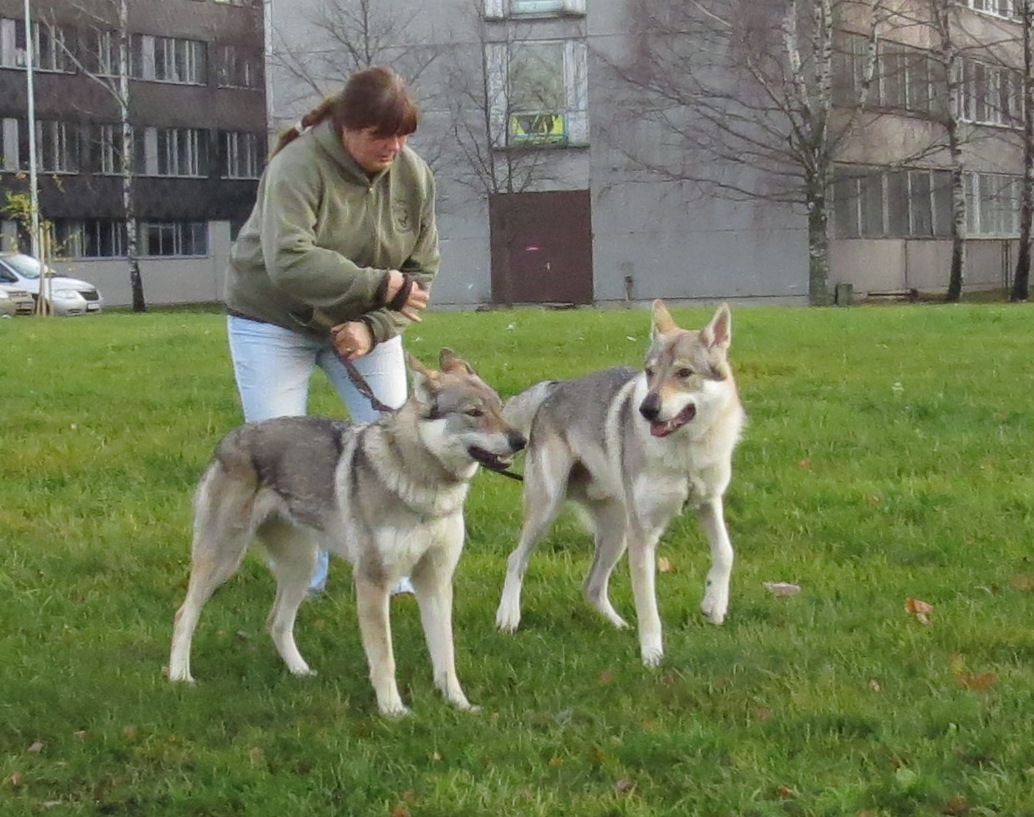
كلبان من كلب الذئب التشيكوسلوفاكي

كلب الذئب التشيكوسلوفاكي وهو من الانواع حيث يعتبر سريع وله حيوية ونشاط وشجاعة لكن هذه النوعية من الكلاب خجول بخلاف نوع كلب الذئب سارلوس
وهذه خطئ كبير في اعلان اهميه ها الكلب والكلب الذئب التشيكوسلفاكي يعتبر له قدرة عالية على تطوير العلاقات ليست فقط مع اصحابها بينما مع افراد الاسرة جميعها ويمكنها ان تعيش مع الحيوانات المنزلية الأخرى ولذلك عند ترية لجراء فلذلك عدم تركها منعزلة في غرفة وحدها ووهذا له تاثير على نفسية الكلب
زوج كلب الذئب التشيكوسلوفاكي يتميز مزاجة باللعوب جدا ومزاجي ويتعلم بسهولة ومع ذلك لاتتدرب من تلقاء نفسها واحيانا ماتكون سلوكها غير هادفة وهذا مايتسبب بالفشل ولهذا يلزم التدريب ولها طرق بالتواصل مع اسيادها اما عن طريق النباح أو الهمهمة وغيرها وتعليم هذا الانواع من الكلاب يستغرق وقتا أطول بخلاف باق الانواع من الكلاب ولقد استخدمت من قبل عمليات البحث والإنقاذ (SAR)